# Minetti
Minetti is een historisch motorfietsmerk.
De bedrijfsnaam was Fratelli Minetti, Via Livorno 37, Torino.
Minetti was een kleine Italiaanse producent van 123 cc tweetakten. De productie liep van 1924 tot 1927.